# Bordet Creek
Bordet Creek är ett vattendrag i provinsen British Columbia i Kanada. Den ligger i Mackenzieflodens avrinningsområde, ca 3 mil söder om Dawson Creek och mynnar i Tupper Creek. Vattendraget är namngivet efter den belgiske bakteriologen Jules Bordet som fick nobelpriset i medicin 1919.